# Lymantria lunata
Lymantria lunata is een (vlinder uit de familie van de spinneruilen (Erebidae), onderfamilie donsvlinders (Lymantriinae).
Het mannetje heeft een voorvleugellengte van 23 tot 26 millimeter, het vrouwtje van 35 tot 37 millimeter. De vleugels zijn wit met bruine lijnen op de voorvleugels. Ook het lijf is bruin.
De soort komt voor van India tot het noordoosten van Australië. 
De rups is polyfaag en veroorzaakt schade bij de teelt van mango, Buchanania muelleri en Waringin.